# Magnicourt-en-Comte
Magnicourt-en-Comte – miejscowość i gmina we Francji, w regionie Hauts-de-France, w departamencie Pas-de-Calais.
Według danych na rok 1990 gminę zamieszkiwało 606 osób, a gęstość zaludnienia wynosiła 61 osób/km² (wśród 1549 gmin regionu Nord-Pas-de-Calais Magnicourt-en-Comte plasuje się na 715. miejscu pod względem liczby ludności, natomiast pod względem powierzchni na miejscu 329.).